# Abbazia di San Benedetto in Val Perlana
L'abbazia di S. Benedetto in Val Perlana, un tempo nota come S. Benedetto al monte Oltirone, è un ex-complesso conventuale benedettino situato in mezzo ai boschi che sovrastano l’abitato di Ossuccio.
L'abbazia, che comprende una chiesa in stile romanico, un campanile e alcune strutture appartenenti a quello che era il monastero, è adagiata sul versante meridionale del monte Galbiga, a 815 m.s.l.m, alla confluenza di due valli tributarie del torrente Perlana da cui prende il nome la valle.

## Storia
La più antica menzione storica del monastero silvestre di San Benedetto in Val Perlana è contenuta nel diploma con cui, nel 1031, il vescovo di Como Litigerio sancì, nell'ottica di una promozione di nuove fondazioni religiose nella Pieve d'Isola e nei territori circostanti, l'istituzione della chiesa di Sant’Eufemia sull'Isola Comacina. Se da un lato l'obiettivo del vescovo era quello di scongiurare un ritorno del paganesimo nella zona, l'edificazione di nuovi edifici religiosi avrebbe d'altro canto ribadito il diritto all'esazione di decime da parte della Diocesi di Como, che esercitava la propria influenza sul territorio già dal V secolo.
Fu così che, attorno alla metà dell'XI secolo, alcuni terreni di proprietà del monastero comasco di San Carpoforo furono affidati ad alcuni monaci dell’ordine benedettino per la costruzione di un'abbazia che avrebbe dovuto esercitare la sua influenza anche su parte della vicina Val d'Intelvi. Nel corso del tempo, i monaci divennero proprietari dei Monti di Colonno e di Ossuccio, così come dell'Alpe di Lenno.
Il complesso conventuale, oggi isolato, fu edificato in prossimità di una sorgente che permetteva di coltivare i terreni terrazzati sui fianchi dei monti e di garantire quindi un sostentamento. La posizione sopraelevata del convento rendeva possibile un controllo dei passaggi sulle vie lungo la costa.
Il primo documento che attesta l'esistenza della chiesa risale al 1083. Sette anni più tardi si registra invece l'attivazione del monastero, collocato sul lato sud della chiesa e comprensivo di un edificio a tre piani annesso alla basilica, cuore della vita comunitaria dei monaci nel Medioevo, con la sala capitolare e perfino l’essiccatoio per le castagne.
Nel XIII secolo l'abbazia aveva proprietà terriere sui laghi di Como e di Lugano e lungo il corso dell'Adda in Valtellina fino a Tirano.

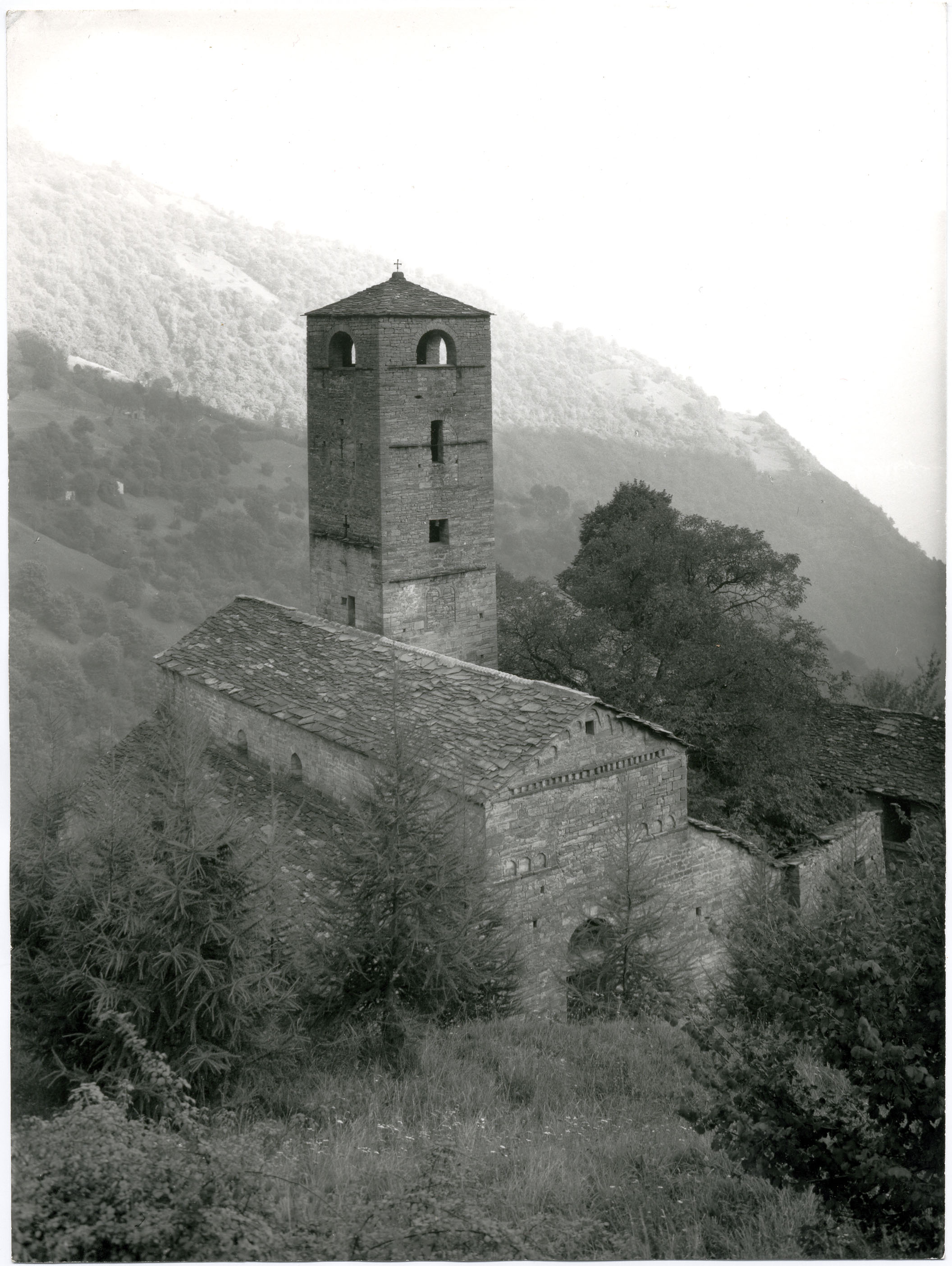
L'antica abbazia vista dall'alto

Ben presto, la posizione isolata e la vicinanza all'abbazia dell'Acquafredda di Lenno decretarono tuttavia il declino del convento benedettino. Se infatti già nel corso del XIII secolo l’abate di San Benedetto aveva di fatto trasferito la propria sede a Sala Comacina, nella prima metà del XV secolo avvenne all'annessione alla vicina abbazia, situata in fondo alla mulattiera che dal monastero porta a Lenno.
Nel 1430 l’abate del monastero di Chiaravalle soppresse la dignità abbaziale del monastero di San Benedetto, che l'anno successivo venne ufficialmente annesso a quello dell'Acquafredda. Poco più di tre secoli dopo, nel 1778 un decreto dell'imperatore Giuseppe II sancì definitivamente la fine dell'esperienza monastica nel luogo.
In seguito, il monastero e le strutture ad esso connesse vennero via via impiegati a fini agricoli. Ridotti in commenda, i corpi di fabbrica del monastero vennero abbandonati e andarono parzialmente distrutti. Destino peggiore toccò al chiostro, di cui non rimase traccia. La sala capitolare, un tempo affrescata, fu riadattata dai contadini a stalla per le capre fino alla metà del ‘900. Nonostante alcune foto d’epoca conservate negli archivi della parrocchia di Lenno mostrano come fino agli inizi del ‘900 la chiesa di San Benedetto in Val Perlana fosse una meta di pellegrinaggio ancora cara agli abitanti del paese, il degrado proseguì inesorabilmente il suo corso, a tal punto che nel 1950 la chiesa fu interdetta alla celebrazione di riti sacri.
Nel 1958, un intervento di restauro permise nuovamente alla chiesa di tornare ad essere utilizzata per funzioni religiose.
Negli anni ’70, alcuni ladri sottrassero dalla chiesa un’acquasantiera romanica a spirali vegetali in marmo di Musso. Una copia in terracotta, realizzata a partire dal calco
Nel 1987 il complesso fu concesso in comodato d'uso a un'associazione creata con lo scopo di rivitalizzare il luogo. Tra il 1989 e il 1997, una serie restauri interessarono sia gli edifici rurali sia chiesa. Durante la ristrutturazione del vecchio edificio capitolare venne riportata alla luce una sepoltura. I lavori culminarono con l'inaugurazione della chiesa rinnovata, il 1 maggio 1997. L'associazione, che si sciolse nel 2011, si impegnò per anni a garantire l'accessibilità della chiesa di San Benedetto al pubblico nella prima e l’ultima domenica di ogni mese.
Il 3 settembre 2020 la famiglia Botta, proprietaria dell'abbazia, ha donato l'intero complesso alla Diocesi di Como.

## Architettura
Una serie di rilievi grafici della chiesa hanno dimostrato alcune irregolarità costruttive in fase di edificazione lungo alcuni pilastri, campate, absidi e perfino variazioni di spessore. Tali irregolarità, riscontrabili anche in altri edifici della regione insubrica, avevano lo scopo di adattare le fondamenta e la pianta della chiesa alla morfologia del terreno.

### Esterno
Lo sviluppo degli edifici appartenenti all'ex-monastero segue una planimetria ad "L".
Gli edifici si presentano con murature a vista, realizzate con conci squadrati di pietra di in roccia calcarea locale, detta pietra di Moltrasio, secondo le tecniche tradizionalmente attribuite all'opera dei maestri comacini. Le coperture sono a tetto con manto in lastre di pietra.
Esempio di romanico maturo, la chiesa presenta una pianta basilicale a tre navate, la più meridionale delle quali leggermente asimmetrica, terminate da absidi semicircolari. Il piccolo sagrato, realizzato durante le ristrutturazioni intraprese nell'ultimo quarto del XX secolo, introduce la facciata a salienti, la quale ripete la ripartizione interna a tre navate. Esternamente, la chiesa si presenta con decorazioni della facciata e delle absidi piuttosto semplici. Gli unici elementi decorativi si ritrovano infatti in pietre sporgenti e, all'altezza delle navate laterali, in una fila d’archetti ciechi (detti a dente di lupo) consistenti in lungo i rampanti della fronte e collegati alla base da un fregio a denti di sega che sottolinea la base del timpano centrale. All’altezza massima dei tetti delle navate minori, la fascia di archetti presenta un'interruzione centrale, ove una ripresa di muratura mostra la sagoma di una grande apertura rotonda che costituiva un antico rosone.
Una seconda fascia di archetti pensili che si snodano sotto gli spioventi del timpano accompagna tutto il saliente della facciata a capanna, secondo gli stilemi classici del romanico lombardo e “lombardesco”. Il portale è sormontato da un arco a tutto sesto, in conci lapidei ben squadrati.
Le navate sono spoglie e presentano strette aperture di fattura grezza a monofora con doppia strombatura. Nella parete laterale orientata a nord, all'altezza della seconda campata, è ancora visibile una porta (ora tamponata) da cui si accedeva al cimitero attiguo, oggi scomparso. Nella parete sud è invece possibile riconoscere quella che era la porta di comunicazione col monastero.
La zona absidale è la porzione d'edificio maggiormente decorata, anche in virtù di un particolare effetto cromatico ottenuto tramite un'alternanza di conci di materiali diversi. L'abside maggiore è coronata in sottogronda da una serie di archetti pensili a doppia ghiera (con lunette e peduccio lapideo) e scandita in tre parti da paraste doppie, slanciate semicolonne con capitello cubico ad angoli smussati. In ognuna delle specchiature si apre una monofora strombata. La decorazione delle due absidi minori, semicilindriche, presenta ancora il motivo ad archetti ciechi, mentre la muratura è solcata soltanto da lesene e le aperture sono ridotte ad una per parte.
Sulla navata di destra della chiesa si eleva la torre campanaria, a pianta quadrangolare e dall’apparenza più di una torre che di un campanile sia per la massa che per la semplicità di decorazione. Le dimensioni massicce della costruzione, sproporzionate rispetto alle dimensioni della chiesa, lasciano in effetti ipotizzare un ruolo di torre d’avvistamento e controllo del territorio di pertinenza, ma anche di magazzino per la difesa delle provviste. Proprio alla massa della torre campanaria si deve la maggiore dimensione dell'abside meridionale rispetto a quella settentrionale, con la prima delle due absidi che contribuisce a sopportare il carico del campanile. A circa metà dell’altezza, la torre presenta un piano di antiche finestre a bifora. Nella parte superiore, costruita tardivamente rispetto a quella inferiore e successivamente oggetto di rimaneggiamenti, si osservano due piani di alte monofore attualmente semi riempite da murature per necessità statiche.
I resti dell’antico convento si trovano al lato del campanile, sul lato meridionale della chiesa.

### Interno
L'interno, ampio e severo, è frutto degli ultimi restauri. Si distingue per tre ampie navate asimmetriche, ognuna chiusa da un'abside, scandite e sorrette da massicci pilastri quadrangolari. Al centro dell'abside maggiore spicca un concio con una croce dorata, recuperato da i ruderi degli edifici che un tempo si trovavano poco più a valle rispetto alla chiesa. Sui pilastri, poggiano semplici archi a tutto sesto. La copertura è perlopiù a capriate lignee, come si usava in area lacustre, prealpina e alpina. Le ultime campate, antistanti le absidi, sono invece fornite di copertura voltata a crociera retta da pilastri a forma di croce, secondo un uso misto di criteri edilizi che, a quel tempo, era già riscontrato in Piemonte e in Canton Ticino.
L'altare è costituito da un blocco di granito, all'interno del quale è scavata un'unità di misura per il grano. Così come le pietre che formano l'ambone, anche il masso del basamento dell'altare fu ritrovato nel bosco circostante all'abbazia, durante le campagne di ristrutturazione di fine Novecento. L'altare è dedicato ai martiri di Tibhirine, uno dei quali (Christophe Lebreton) aveva in passato fatto visita all'abbazia in Val Perlana.